# Serrat Negre (Vilada)
El Serrat Negre és una serra situada al municipi de Vilada a la comarca del Berguedà, amb una elevació màxima de 888 metres.